# Medamothi Planum
Il Medamothi Planum è una struttura geologica della superficie di Tritone.